# Norbert Engel

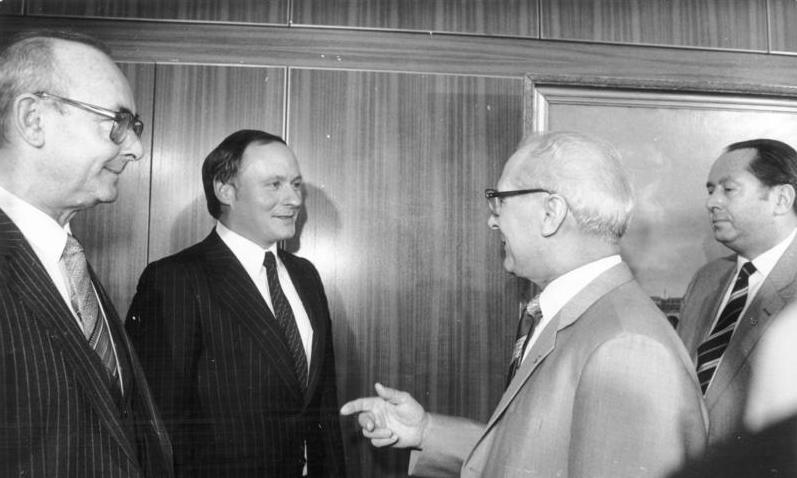
Norbert Engel (links) mit Oskar Lafontaine, Erich Honecker und Herbert Häber in Berlin (1982)

Norbert Engel (* 27. August 1921 in Heidelberg; † 21. April 2009 in Neunkirchen) war ein deutscher Politiker (SPD).
Der Bergmannssohn aus Schiffweiler arbeitete nach der Volksschule als Handwerker. Während des Zweiten Weltkrieges diente er ab 1940 in der Kriegsmarine als Sanitätsmaat. Nachdem er sein Bedauern über das Scheitern des Attentats vom 20. Juli 1944 auf Adolf Hitler zum Ausdruck gebracht hatte, wurde er von einem Kriegsgericht zum Tode verurteilt, jedoch konnte er fliehen und in den Niederlanden untertauchen. Nach dem Krieg war er von 1945 bis 1946 Angestellter beim Arbeitsamt Rheydt und ab 1946 Verwaltungsangestellter bei der Amtsverwaltung Schiffweiler.
Politisch engagierte sich Engel ab 1946 zunächst in der Sozialdemokratischen Partei des Saarlandes, die er jedoch wegen ihres profranzösischen Kurses wieder verließ. Stattdessen trat er 1952 als Gründungsmitglied der Deutschen Sozialdemokratischen Partei (DSP) bei, die sich für eine Wiedereingliederung des Saarlandes in die Bundesrepublik einsetzte und daher von der Saarregierung nicht zugelassen wurde. Für die bis 1955 im Untergrund agierende DSP knüpfte Engel vor allem Kontakte zu den Gewerkschaften.
Nach der Ablehnung des Europäischen Saarstatuts im Oktober 1955 und der Zulassung westdeutscher Parteien im Saarland trat Engel der SPD bei und wurde im Dezember desselben Jahres in den Landtag des Saarlandes gewählt. Er gehörte der Volksvertretung bis 1975 an. Ebenso lange war er Mitglied im SPD-Landesvorstand, außerdem war er von 1977 bis 1991 stellvertretender Landesvorsitzender der SPD.
Einen hohen Bekanntheitsgrad erfuhr Engel vor allem als Präsident der Arbeitskammer des Saarlandes (1957–1986) und Vorsitzender des Sportvereins Borussia Neunkirchen (1959–1968). Er war außerdem Vorsitzender des DGB Saar und Mitglied im Landesvorstand der ÖTV. Von 1971 bis 2002 gehörte er auch dem Verwaltungsrat des Saarländischen Rundfunks an. 1975 wurde ihm der Saarländische Verdienstorden verliehen. Seit 2007 war er Träger der Bürgermedaille der Gemeinde Schiffweiler.
Mit seiner Ehefrau Margot Engel hatte er insgesamt fünf Kinder. Eines dieser Kinder verstarb jedoch früh nach der Geburt.